# 我孫子市立白山中学校
我孫子市立白山中学校（あびこしりつ はくさんちゅうがっこう）は、千葉県我孫子市白山三丁目にある公立中学校。

## 概要
我孫子市立白山中学校は、千葉県我孫子市の市立中学校である。我孫子駅から西の方角へ歩いて約10分の住宅街の中に位置する。
部活動では、特に駅伝部、吹奏楽部が全国大会へ出場し、優勝経験もあるなど活躍している。
行政では、防災への対応力強化のため、毎年9月に地域住民を含めた防災キャンプを開催し、災害時の避難場所としての能力向上も行なっている。

## 学区
- 我孫子市立我孫子第一小学校
- 我孫子市立我孫子第四小学校
- 我孫子市立並木小学校（一部）
- 我孫子市立根戸小学校（一部）

## 沿革
- 1979年（昭和54年）4月1日 - 我孫子中学校と久寺家中学校より分離独立
- 1979年（昭和54年）3月4日 - 校章制定
- 1980年（昭和55年）3月13日 -

校歌制定 作詞 加瀬完  作曲 大和淳二

## 主な行事
以下に学校で開催される主な行事を、時系列で示す。なお、課外活動のみを記し、学習活動は含まない。
生徒総会
予算案の承認、各種行事・活動の詳細、その他「白山中三つの伝統」などについて議論する議決機関であり、生徒全員が参加する。毎年5月に行われる。
体育祭
毎年9月に校庭にて行われる。クラス番号によって振り分けられた赤組・青組の二組に分かれ、競技得点、応援得点とそれらの合計である総合得点で勝敗を決める。組ごとに、有志らによる「応援団」が結成され応援を行う。保護者等も参観可能な行事である。いわゆる「白山中三大行事」の一つである。
合唱コンクール
各クラスは、学年課題曲１曲、クラスごとの自由曲１曲の計２曲を歌唱し、音楽科教員を中心に教員等が審査を行う。各学年につき、最優秀賞1クラス、優秀賞2クラスが選出されることに加えて、各クラスの自由曲のテーマを元にデザインされた「自由曲ポスター」も審査の対象となり、美術科教員を中心に審査を行い、各学年につき、最優秀ポスター賞１クラスが選出される。保護者等も参観可能な行事である。毎年１１月に柏市民文化会館で行われる。いわゆる「白山中三大行事」の一つである。
三送会
正式名称を三年生を送る会といい、伝統的にこう呼ばれている。毎年2月に行われ、在校生らが、主に白山中での思い出とその年の流行を取り入れた劇や、合唱や映像、生徒らの特技などを披露し、卒業生らに感謝や激励の意などを伝える。また、卒業生となる3年生からは、在校生へ向けてクラスごとにメッセージを送るのが定番となっている。予餞会、送る会などとも呼ばれる。いわゆる「白山中三大行事」の一つである。
白樺祭
完全週休２日制の導入以前に行われていた文化祭である。完全週休２日制の導入に伴い、学習時間や授業数を確保する必要があるとして、白樺祭か体育祭のいずれかを廃止するための多数決による投票が生徒総会にて行われ、白樺祭が廃止されることとなった。
その後、2016年度生徒総会にて、一般生徒から白樺祭を復活する意見が提出されたが、生徒会執行部は「学習時間の確保、予算の分配、運営の困難さを考慮すると、実施は困難である」とし、「久寺家中学校など近隣他校では（文化祭を）実施出来ている」との反論には「よそはよそということで、白山中ではこの（実施しない）方針」として、教員らも白樺祭の復活や文化祭の実施に消極的であることを示す結果となった。これ以降も、白樺祭に関して、大きな動きはない。

## 施設・設備
本校舎は４階建てで、１階は昇降口、玄関、職員室、校長室、保健室、カウンセリングルームなどで構成される。他に、同様に４階建ての特別棟が本校舎と連絡しており、器楽室、声楽室、被服室、調理室、理科室、美術室、PCルームなどが配置されている。また、体育館、武道場、給食室、屋外25mプール、テニスコート、野球グラウンドなどが存在する。
以下に、特筆すべき設備を挙げる。
- 吹奏楽部が主に使用する器楽室は、周辺の住宅地の騒音対策のため、二重窓になっている。
- 音楽科の授業や合唱部の活動で使用する声楽室は、音響構造に特化した壁や天井の設計となっている。
- 普通・特別教室はエアコンが完備されている（電源と風量、風向のみ教室から操作可能である）。
- 体育館には可動式クーラーを2018年度に、大型のエアコンを2021年度に設置してる。
- 給食は、学校内調理であり、給食室、ワゴン運搬用の業務用エレベータ、ワゴン集配用のパントリーが配置されている。

## 部活動
文化部４部、運動部１３部があり、各部から部長１名、副部長２名までが選任され、部長らは、生徒会の執行機関の一部として部長会を組織し、また委員長らと共に代表委員会を組織する。活動は、午前７時３０分頃から午前８時頃までと、放課後日没前まで行われる。
文化部
- 合唱部
- 吹奏楽部
- 科学部
- 美術部

運動部
- 水泳部
- 陸上競技部
- 駅伝部
- 野球部
- 男子バスケットボール部
- 女子バスケットボール部
- 女子ソフトテニス部
- 男子バレーボール部
- 女子バレーボール部
- 剣道部
- 男子卓球部
- 女子卓球部
- サッカー部

特に吹奏楽部は千葉県吹奏楽コンクールに毎年参加しており、全日本吹奏楽コンクール（近年は千葉県吹奏楽コンクール）まで進出するなど、好成績を残している。我孫子市内のホールで行われる定期演奏会では、合唱部も合同で参加し、市民らに音楽を披露している。
駅伝部は平成28年度全国中学校駅伝大会で入賞を果たすなど、地域での駅伝名門校としてのブランドも名高い。平成19年度、令和3年度には卓球部が全国大会へ足を進めている。
陸上部は26年度市内大会、葛南大会、県通信において男女優勝総合優勝を獲得した。
その他にも、2010年代には、陸上部、駅伝部、水泳部に所属する多くの選手が関東大会、全国大会に出場した。

## 白山中三つの伝統
学校の伝統として、以下の三つが策定されており、伝統の実践と継承を目的とした活動も行われる。
- 美しく響く歌声
- 明るく元気な挨拶
- 心を磨く清掃

## 生徒会組織
生徒会の執行機関の一部として、合計10の専門委員会が配置されている。2016年度に、生活学習委員会が、生活委員会と学習委員会に分割され、同時に体育委員会は廃止され、学級ごとに配置される係（体育係）となった。各委員会から委員長１名及び副委員長１名が選任され、委員長らは生徒会の執行機関の一部として、部長らと共に代表委員会を組織する。
- 生活委員会
- 学習委員会
- 図書委員会
- 歌声委員会
- 保健委員会
- 給食委員会
- 美化委員会
- 放送委員会
- 飼育委員会 − 花・亀・魚の三部門に分かれる
- 広報委員会 − 学級新聞の作成・掲示物の管理

## 特別支援学級について
2008年（平成20年）4月より、特別支援学級「なのはな学級」が新設された。学級名は、全校生徒に名前を募集した結果決定された。
2022年（令和4年）5月時点では、ひまわり1組、ひまわり2組、なのはな1組、なのはな2組、なのはな3組が存在する。

## 著名な卒業生
- 川村ゆきえ - タレント
- 今井友明 ‐ パラリンピック選手